# Jesenický potok (přítok Lomnice)
Jesenický potok je pravostranný přítok řeky Lomnice protékající okresem Písek v Jihočeském kraji.

## Průběh toku
Jesenický potok vytéká z nevelkého rybníka Hodějovský nedaleko obce Třebkov u silnice z Písku na Prahu. Dál protéká dnes takřka neznatelným rybníkem Společný u Předotic, aby se pod obcí Křešice vlil do rybníků Prostřední a Malý Sokolov, následně pak do velkého chovného rybníka Skaličný. Poblíž Obory u Cerhonic protéká Novým rybníkem, po cestě lesem u Nové Vráže jako poslední na své cestě vtéká do rybníka Landa. Proto je občas i známý jako Landecký potok. Lesní strání za Dědovicemi pak podle části trasy Sedláčkovy stezky padá k řece Lomnici, do které o 200 metrů dál vtéká Skalice, ústící do zátoky Orlické přehrady. Zde se nachází i přírodní památka V Obouch.

## Galerie

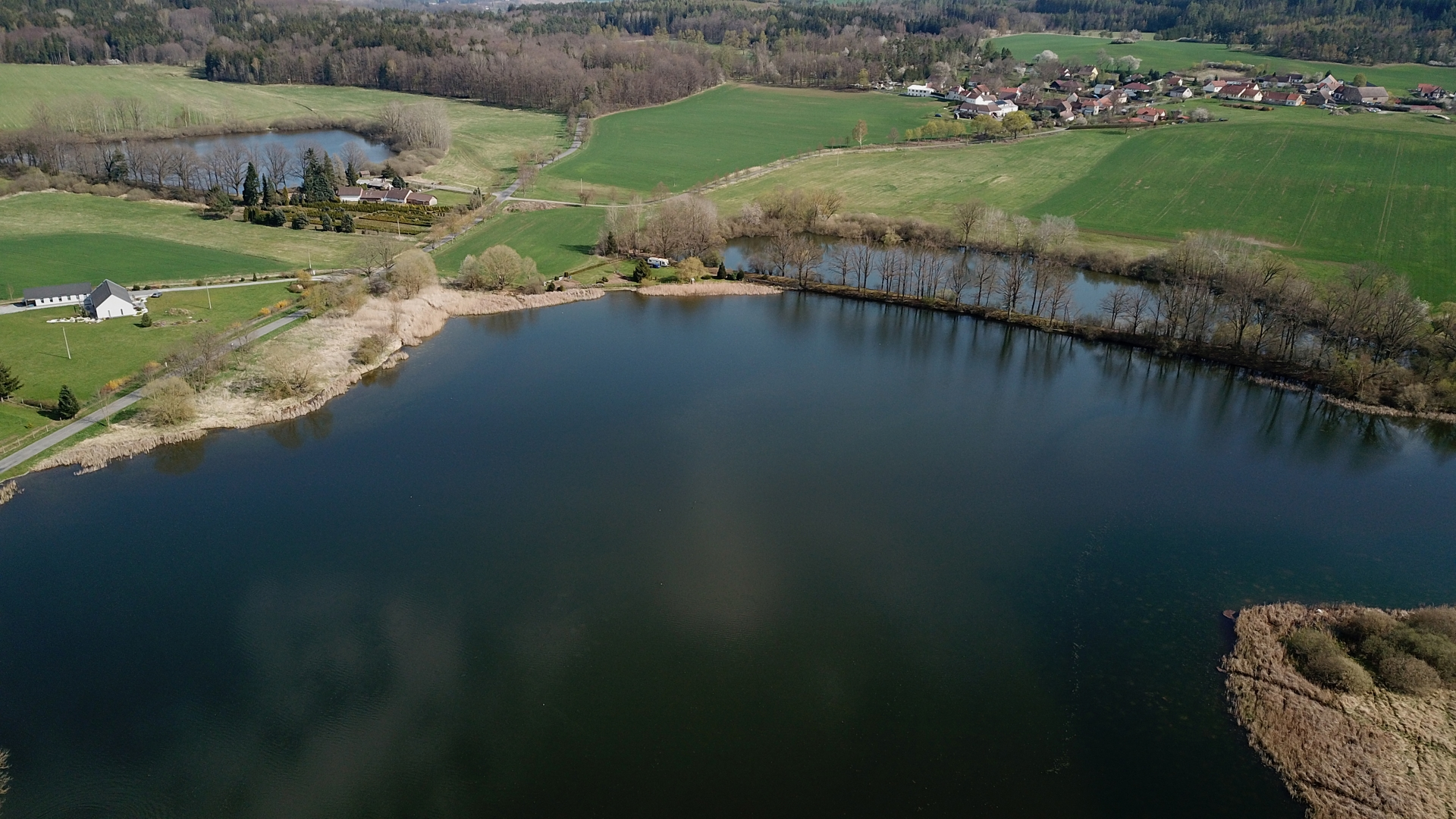
Rybníky Prostřední a Malý Sokolov
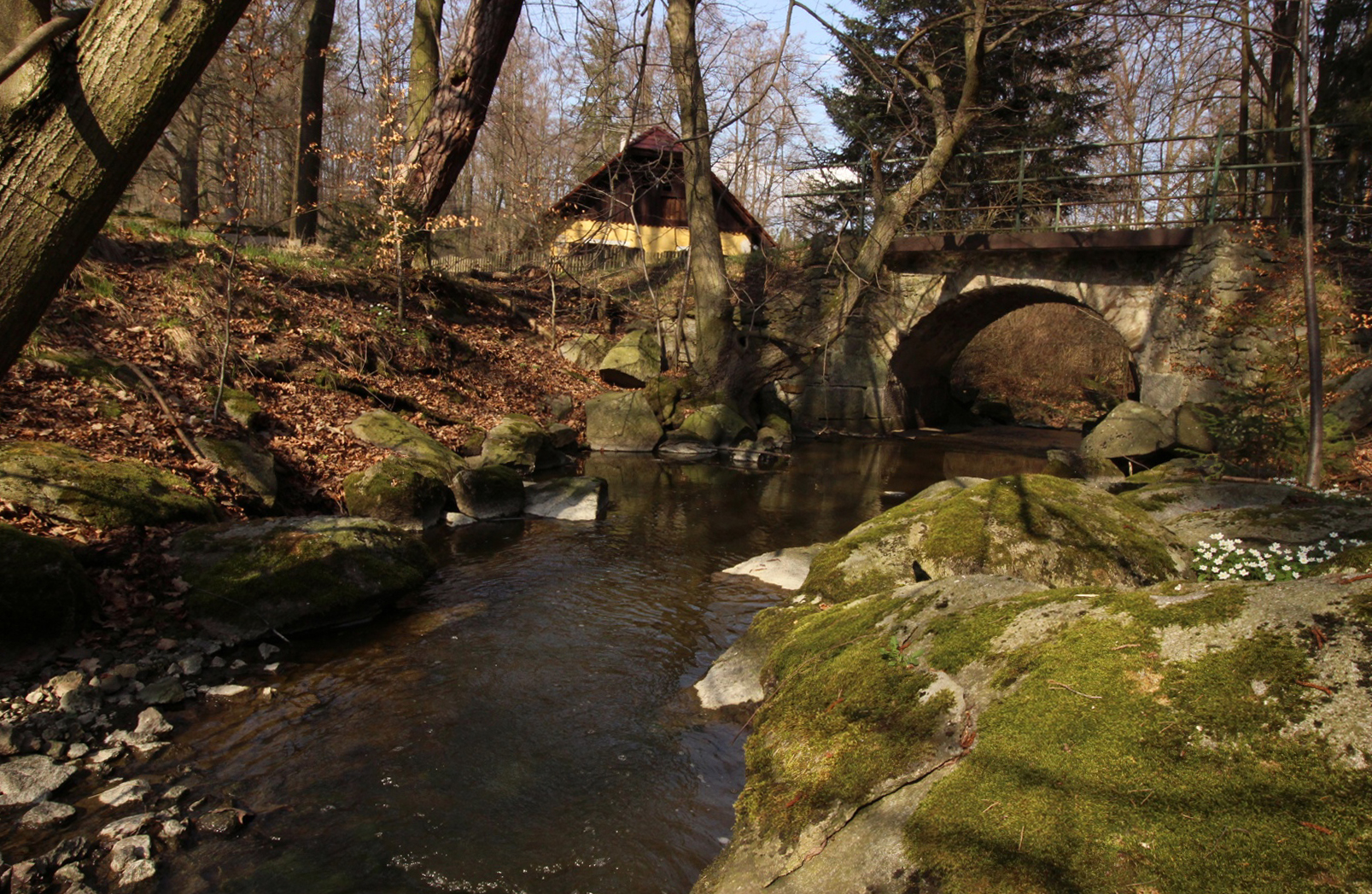
Jesenický potok pod Novým rybníkem
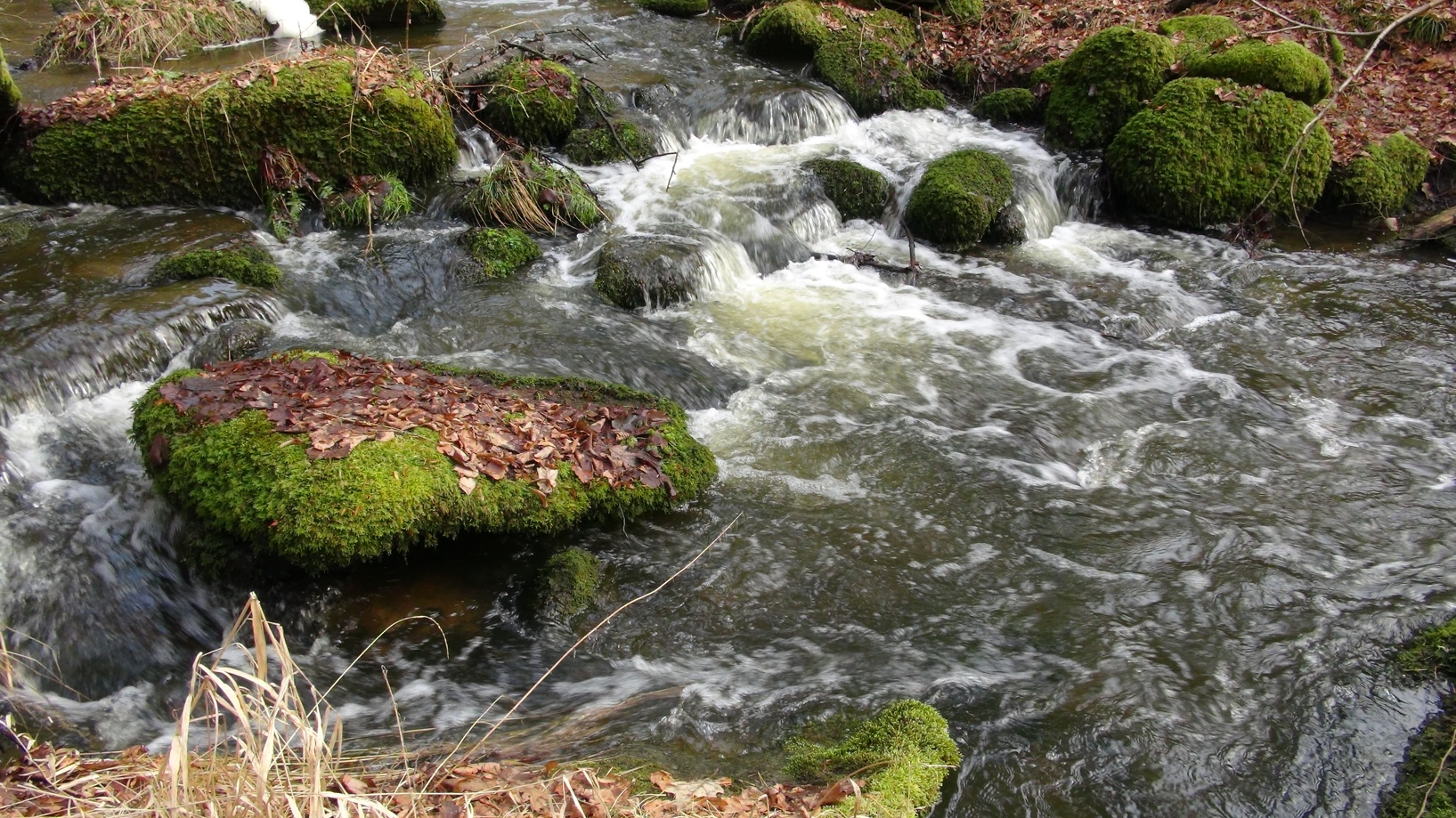
Jesenický potok u Sedláčkovy stezky
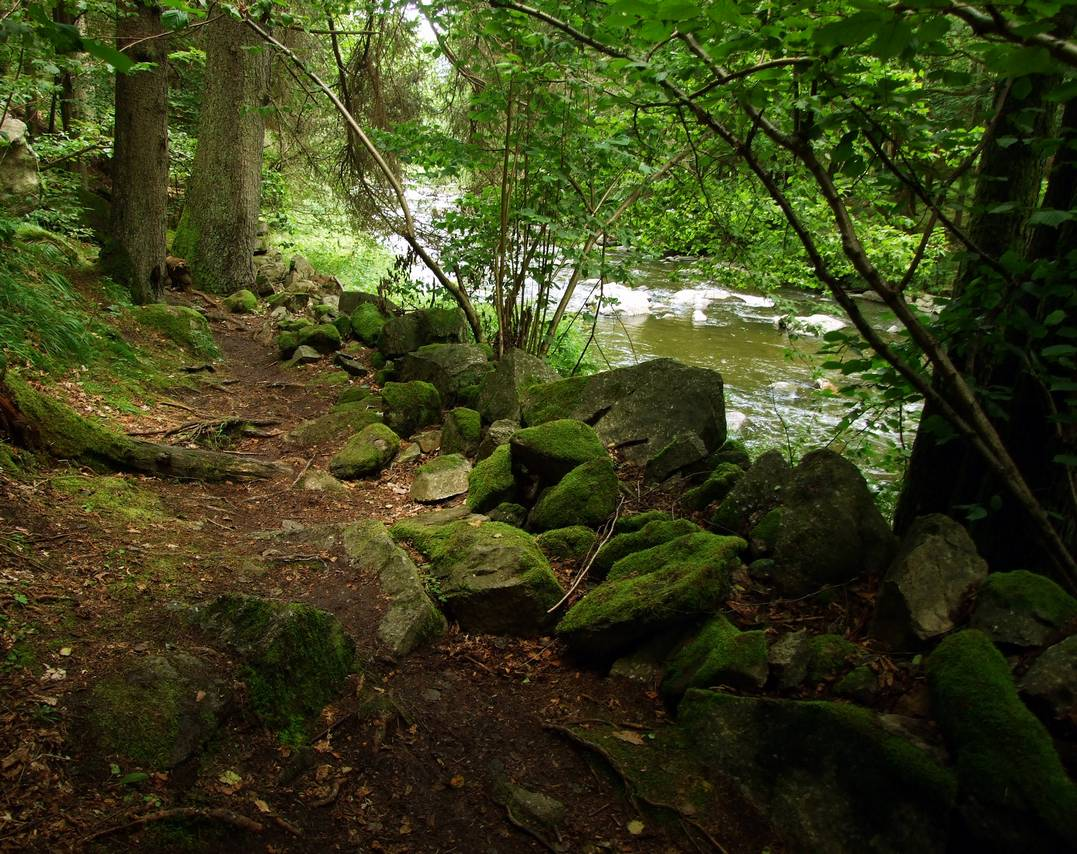
Přírodní památka V Obouch